# Maulaj Abd ar-Rahman

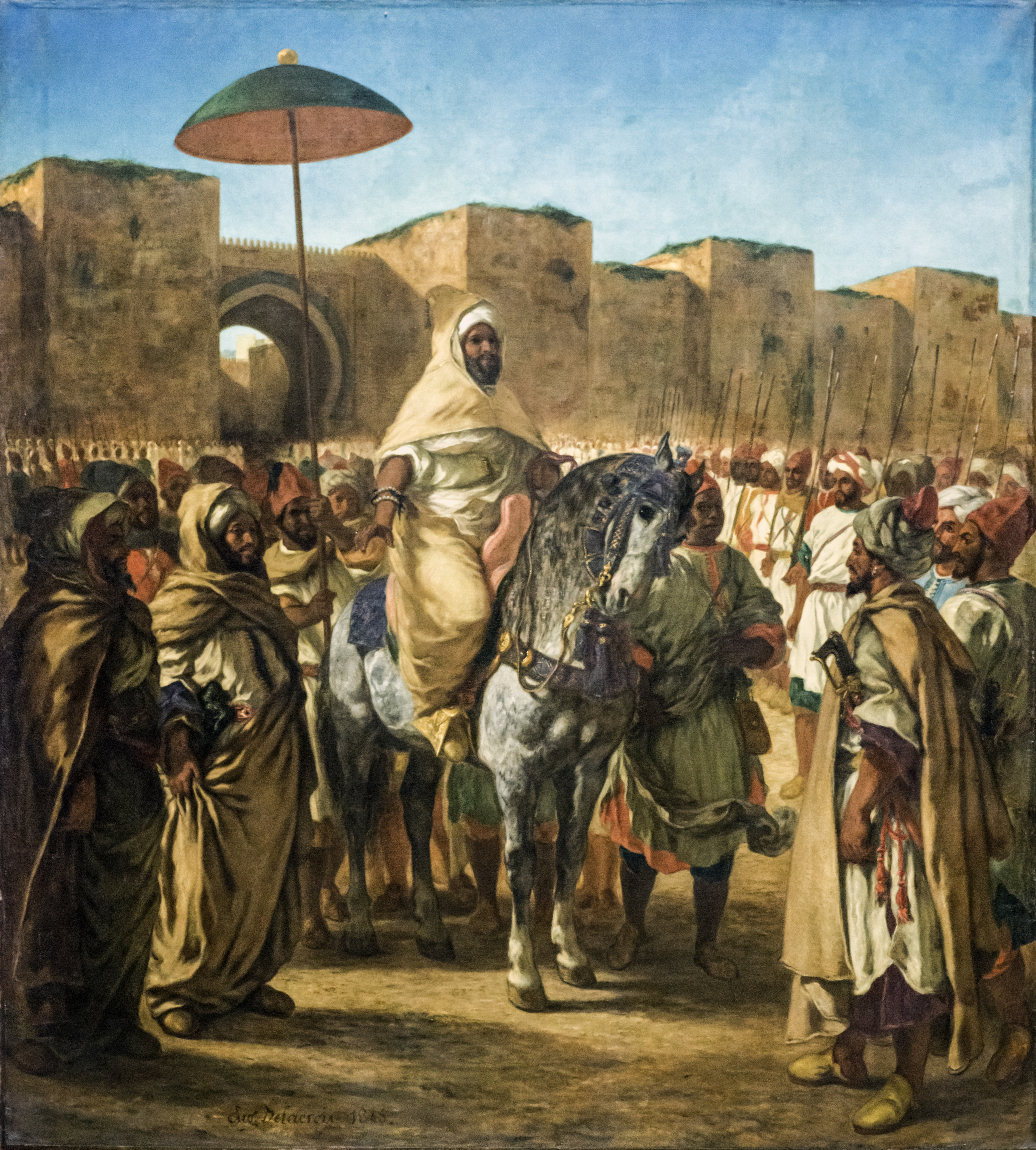
Sułtan Abd ar-Rahman na obrazie Eugène Delacroix

Maulaj Abd ar-Rahman (arab. عبد الرحمن بن هشام = ʿAbd ar-Raḥman ibn Hišām, ur. 1778 w Marrakeszu, zm. 28 sierpnia 1859 w Meknesie) – sułtan Maroka z dynastii Alawitów, syn Hiszama. Panował w latach 1822–1859.
Maulaj Abd ar-Rahman wstąpił na tron jako następca swojego stryja Maulaja Sulajmana. Po uspokojeniu buntu marabutów i bractw islamskich, wywołanego rządami poprzednika, rozpoczął rozbudowę administracji kraju. Wzmocnił przez to kontrolę państwa nad plemionami Berberów w górach Atlas. Zdołał stłumić liczne powstania przeciw swojej władzy w tym regionie. Dla zdobycia poparcia społeczeństwa dla swojej polityki sułtan musiał jednak wspierać islamskie bractwa, które miały duży wpływ na prosty lud i górskie plemiona.
Mimo sukcesów w umacnianiu władzy w kraju Abd ar-Rahman poniósł kilka porażek w polityce zagranicznej. W 1829 roku atlantyckie porty Al-Araisz, Asila i Tetuan zostały zbombardowane przez austriacką flotę, ponieważ marokańscy piraci zagrażali europejskiemu handlowi morskiemu na Morze Śródziemne i Atlantyku. W 1836 roku w podobnych okolicznościach okręty wojenne Stanów Zjednoczonych zaatakowały Maroko. Dopiero wtedy Abd ar-Rahman zdołał powstrzymać piratów.
Za rządów Maulaja Abd ar-Rahmana doszło także do konfrontacji z Francją, która w 1830 roku zajęła sąsiedną Algierię i natrafiła tam na opór wspieranego przez Maroko emira Abd al-Kadira. Kiedy napięte stosunki przerodziły się w wojnę, wojska marokańskie zostały w 1844 roku rozbite przez francuską armię. Maroko musiało zaprzestać wspierania Abd al-Kadira i zgodzić się na ustanowienie granicy z Algierią na warunkach podyktowanych przez Francję (traktat pokojowy w Tangerze). Mimo porażek za granicą sułtanowi Maroka udało się jednak utrzymać pod kontrolą wpływy europejskich mocarstw w swoim kraju.